# Axiothea van Phlius
Axiothea van Phlius (Grieks: Ἀξιοθέα, Axiothéa) was een van de vrouwelijke studenten van Plato.
Ze is geboren in Phlius, een oude stad op het Griekse schiereiland Peloponnesos die onder Spartaanse heerschappij stond toen Plato zijn Akademeia stichtte. Volgens de Griekse filosoof Themistios heeft Axiothea Plato's werk Staat gelezen, waarna ze naar Athene reisde om zijn leerling te worden. Tijdens haar studie op de Akademeia kleedde ze zich als man. Na de dood van Plato vervolgde ze haar studie met Speusippus, Plato's neef.
Een stuk papyrus gevonden in Oxyrhynchus (Egypte) vermeldde een onbekende vrouw die studeerde onder Plato, Speusippus en Menedemus van Eretria. Het fragment vermeldt: "in haar tienerjaren was ze mooi en vol van ongedwongen genade." Het is onbekend of dit fragment refereert aan Axiothea of naar de andere vrouwelijke student van Plato, namelijk Lastheneia van Mantinea.